# Wolgastsee
Wolgastsee (pol. hist. Jezioro Ołogoszcz) – jezioro śródleśne na wyspie Uznam (Korswandt, Powiat Vorpommern-Greifswald, Meklemburgia-Pomorze Przednie) na terenie Parku Natury Wyspy Uznam, blisko granicy polsko-niemieckiej.

## Charakterystyka
Jezioro jest naturalnym zbiornikiem wytopiskowym, pochodzenia polodowcowego na terenie moreny czołowej.

## Turystyka
Na brzegu jeziora znajduje się miejsce do biwakowania oraz kąpielisko. 
W pobliżu jeziora przebiegają piesze szlaki turystyczne:
- czerwony  Międzynarodowy szlak turystyczny E-9
- zielony  szlak turystyczny

## Historia
Jezioro wzmiankowane na mapach (Schwedische Landesaufnahme von Vorpommern, Schmettausches Kartenwerk) od 1780 roku i aż do końca XIX wieku występowało na większym obszarze niż obecnie, obejmowało swym zasięgiem również jezioro Schwarzes Herz (Schwarzer See). Od początku XX wieku już jako samodzielne jezioro Wolgastsee.
Dopiero 27 listopada 1950 r. zgodę wyraził rząd NRD na przekazanie Polsce ujęcia wody dla miasta Świnoujścia, położonego przy jeziorze Wolgastsee i wytyczeniu tam na nowo granicy. W czerwcu 1951 roku włączono do Polski obszar o powierzchni 76,5 ha wraz ze stacją uzdatniania wody, tworząc wysunięty w obszar niemiecki charakterystyczny cypel (tzw. Worek 53°54′49,11″N 14°11′11,18″E/53,913642 14,186439). W zamian Niemcom przyznano podobny obszar między ujęciem wody a Zatoką Pomorską.